# Chodov (district de Karlovy Vary)
Pour les articles homonymes, voir Chodov.
Chodov (en allemand : Gängerhof) est une commune du district et de la région de Karlovy Vary, en République tchèque. Sa population s'élevait à 115 habitants en 2021.

## Géographie
Chodov se trouve à 8 km à l'ouest de Toužim, à 19 km au sud de Karlovy Vary et à 113 km à l'est-sud-est de Prague.
La commune est limitée par Útvina au nord, par Krásné Údolí à l'est, par Otročín au sud et par Bečov nad Teplou à l'ouest.

## Histoire
La première mention écrite de la localité date de 1785.